# タヤサル
タヤサル（Tayasal）は、グアテマラ、ペテン県中央のペテン・イツァ湖にあったイツァ族の王国の首都。1697年3月にスペインに征服されるまで独立を保った。
マヤ文明最後の都市とされ、同地の征服によりマヤは完全に滅亡した。

## 位置

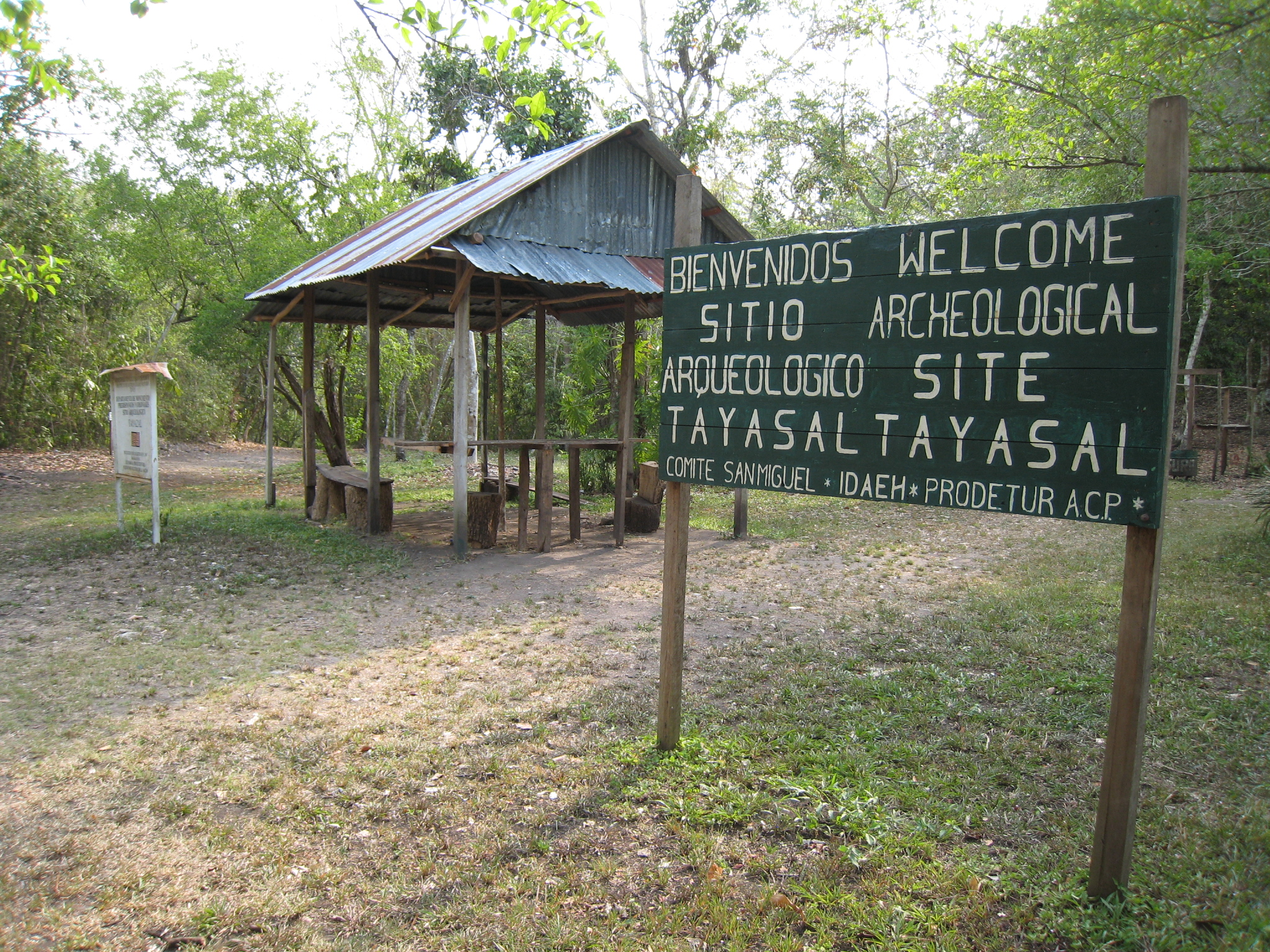
タヤサル半島にある遺跡の入口

タヤサルの正確な位置はよくわからなくなっている。ペテン・イツァ湖南岸に近い、今のペテン県の県都フローレスのあるフローレス島とする説、その北のタヤサル半島とする説、東のヤシュハ湖の島であるトポシュテとする説があった。
タヤサルという名前は1525年にこの地を訪れたベルナル・ディアス・デル・カスティリョの記録に見られるが、この語は実際には「イツァの場所」を意味するタフイツァ(TajItza)に由来し、首都だけでなくイツァ族の支配する土地全体を意味していた。王都はノフペテン(Nojpetén)と呼ばれ、フローレス島にあった。
タヤサルと名付けられた考古学遺跡はタヤサル半島にある。この遺跡はカーネギー研究所によって1920年代に調査が行われ、1970年代にはペンシルベニア大学による調査が行われた。2009年以降タヤサル考古学プロジェクトによる調査が行われた。

## 歴史
タヤサル半島には形成期中期（紀元前750-250年）から現在まで連続して人が居住している。最盛期は古典期後期から終末期にかけて（550-950年）で、21000人から34000人の人口があった。9世紀以降ペテン地方の都市は大部分が放棄されたが、完全に無人になったわけではなく、ペテン・イツァ湖やその周辺の湖の沿岸や島々には人が住みつづけた。
16世紀前半にスペイン人は北のユカタン半島と南の高地マヤを征服したが、中央低地内陸部のペテン地方はスペイン人の手が及ばず、マヤ人は独立を維持した。
タヤサルの王はチチェン・イッツァの出身で、マヤパンの衰亡に伴ってペテン・イツァ湖に移住したと自称していた。
1525年、エルナン・コルテスはホンジュラス遠征の途上タヤサルを通過した。コルテスらの一行はカネク王に歓迎された。これがタヤサルに関する西洋人の最初の記録である。
17世紀にはいると宣教師による布教が何度か試みられたが、成功しなかった。
1695年、フランシスコ会のアンドレス・デ・アベンダーニョ・イ・ロヨラがやはりカネクという名の王に会って布教を試みたが、王は説得されなかった。ユカタン総督のマルティン・デ・ウルスアはメリダからタヤサルまでの道を建設し、1697年3月13日、108人の兵士らはガレー船に乗って湖を渡り、タヤサルを軍事的に征服した。